# Jeb Corliss
Pour les articles homonymes, voir Corliss.
Jeb Corliss, né le 25 mars 1976 près de Santa Fe (Nouveau-Mexique), est un professionnel du base jump, du parachutisme et du vol en wingsuit américain. Il s'est fait remarquer pour ses sauts à partir de bâtiments tels que la tour Eiffel, le Space Needle et les tours Petronas.
Jeb Corliss est le cofondateur de 3 Triple 7, une marque de vêtements. Il est également l'animateur original de la série Stunt Junkies (en) diffusée sur Discovery Channel. Il apparaît dans 13 épisodes, puis est renvoyé à la suite de son arrestation en avril 2006 pour avoir tenté un saut depuis l'Empire State Building. 
Corliss déclare travailler sur un plan pour réaliser un vol en wingsuit à partir d'un hélicoptère avec un atterrissage sans parachute.

## Sauts

### Parachute
- Royal Gorge Bridge : Le 5 octobre 2003, Jeb Corliss et Dwain Weston (en) effectuent un saut en wingsuit ensemble, prévoyant d'exécuter une figure près du Royal Gorge Bridge. Weston calcule mal la force du vent et sa distance par rapport au pont. Il entre en contact violemment avec ce dernier à une vitesse estimée à environ 160 km/h et meurt sur le coup[4],[5].
- Empire State Building : En avril 2006, Jeb Corliss tente d'effectuer un Base jump à partir de l'Empire State Building. Il est maîtrisé par le service de sécurité de l'édifice, puis arrêté par la New York City Police Department. Il reçoit une sentence de 3 ans de probation et 100 heures de travaux communautaires[1]. Par la suite, Corliss est interdit d'accès à l'Empire State Building[6].

### Wingsuit
- Chine : En septembre 2011, Jeb Corliss saute d'un hélicoptère et passe par l’arche de Tianmen, une ouverture dans la falaise du Mont Tianmen, dans la province du Hunan[7].
- Accident du 16 janvier 2012 - Afrique du Sud : Le matin du 16 janvier 2012, Corliss s'est blessé en sautant de la Montagne de la Table, qui surplombe la ville du Cap, en Afrique du Sud. D'après un témoin de l'accident, l'un de ses amis qui avait sauté juste avant lui (cité par un journal local), Jeb Corliss a pu commettre une erreur ou être plaqué vers la montagne par un coup de vent. Selon le même ami, Jeb Corliss, touché principalement aux jambes, était conscient après l'accident[8].
- Chine : Le 28 septembre 2013, Jeb Corliss saute d'un hélicoptère et passe, à la vitesse de 160 km/h, par une faille de moins de dix mètres de large dans le Mont Jianglang (en), sur le territoire de la ville-district de Jiangshan, dans la province du Zhejiang[9].

## Vidéos
- Daredevils - The Human Bird (2009) : Interviews, vols en montagne, vol à côté d'un avion[10]
- Grinding the crack : Tournée en Suisse, cette vidéo montre un vol au ras du relief, avec visée de ballons de baudruche[11].
- Vol à travers une cascade : À Lauterbrunnen en Suisse[12]